# Kuta Padang (Johan Pahlawan)
Kuta Padang is een bestuurslaag in het regentschap Aceh Barat van de provincie Atjeh, Indonesië. Kuta Padang telt 4986 inwoners (volkstelling 2010).